# 鄧劍棟
鄧劍棟（1957年6月30日—2017年7月2日），生於香港，香港足球運動員，司職右中場或，於2017年7月1日參加球賽後感不適經留醫搶救後延至7月2日晨零時38分不治。

## 球會生涯
鄧劍棟生於香港，於流浪出道，其後效力過精工預備組、卜公及駒騰等本地球隊，但成名於加山與曾偉忠及黎永昌合稱「加山三劍俠」，擅長走位及入揳的他獲球迷一致看好在1979/80年度總督盃決賽以1–2敵南華屈居亞軍中獲選最佳攻擊球員，加山降班後鄧劍棟轉投同屬陳瑤琴旗下的海蜂，但缺乏出場機會全季只曾上陣2場，翌季轉投升班馬先特霸同樣表現欠佳，未到三十歲便在甲組消失。
不過，熱愛足球的他退役後，參與足球教練工作，並且仍活躍球壇，經常相約加山舊隊友，於2016年11月與昔日近二百名香港名宿參加在廣州舉行的四角邀請賽。鄧劍棟於2017年6月30日與好朋友慶祝60歲大壽，一天後代表加山元老隊在灣仔修頓球場參加七一回歸盃足球邀請賽不適暈倒經留醫搶救後延至7月2日晨零時38分不治。

## 個人榮譽
- 總督盃決賽最佳攻擊球員（1980年）